# 卡維拉灣 (夏威夷州)
卡維拉灣（英語：Kawela Bay）是位於美國夏威夷州檀香山縣的一個人口普查指定地區。

## 地理
卡維拉灣的座標為21°42′10″N 158°00′40″W / 21.70278°N 158.01111°W，而該地最高點為海拔高度3米（即9英尺）。

## 人口
根據2010年美國人口普查的數據，卡維拉灣的面積為5.20平方千米，當中陸地面積為1.50平方千米，而水域面積為3.70平方千米。當地共有人口330人，而人口密度為每平方千米63.46人。